# Fortunato Luzzi
Fortunato Luzzi (Mortara, 1789 – Newcastle, 1823) è stato un avvocato e rivoluzionario italiano.

## Biografia
Nato a Mortara in provincia di Pavia, svolse l'attività di avvocato, e di giudice a Sezzadio. Fervente rivoluzionario, partecipò ai moti del 1820-1821 nel Regno di Sardegna. Il Luzzi fu tra i rivoluzionari che presero possesso della cittadella di Alessandria e costituirono un governo provvisorio, fu anche membro della giunta di Torino. Quando i moti furono repressi nel sangue, Fortunato Luzzi venne condannato a morte  in contumacia. Gli furono confiscati tutti i beni, e il Luzzi si uccise a Newcastle, dove era fuggito in esilio. 